# Itumbiara taigaiba
Itumbiara taigaiba är en skalbaggsart som beskrevs av Martins och Maria Helena M. Galileo 1992. Itumbiara taigaiba ingår i släktet Itumbiara och familjen långhorningar. Inga underarter finns listade i Catalogue of Life.